# Philipp-Ernst af Schaumburg-Lippe
Prins Philipp-Ernst til Schaumburg-Lippe (tysk: Philipp-Ernst Prinz zu Schaumburg-Lippe) (26. juli 1928 – 28. august 2003) var en tysk prins og erhvervsmand, der fra 1962 til 2003 var familieoverhoved for fyrstehuset Schaumburg-Lippe, der havde regeret i det lille fyrstendømme Schaumburg-Lippe i det centrale Tyskland indtil 1918.
Prins Philipp-Ernst var en yngre søn af Prins Wolrad af Schaumburg-Lippe. Faderen blev familieoverhoved for fyrstehuset Schaumburg-Lippe, da hans barnløse storebror Fyrst Adolf 2. af Schaumburg-Lippe døde ved en flyulykke i 1936. Prins Wolrad blev selv arving til positionen som familieoverhoved, da hans storebror, Prins Georg Wilhelm, faldt under Anden Verdenskrig i 1945. Prins Philipp-Ernst blev selv familieoverhoved, da faderen døde i 1962.

## Ægteskab og børn
Prins Philipp-Ernst giftede sig den 3. oktober 1955 i Bückeburg med Eva-Benita Freiin von Tiele-Winckler (1927–2013).
De fik to børn:
- Prins Georg-Wilhelm (1956–1983)
- Alexander, fyrste af Schaumburg-Lippe (født 1958)